# Phnum Srok (dystrykt)
Phnum Srok (khm. ស្រុកភ្នំស្រុក) – dystrykt (srŏk) w północno-zachodniej Kambodży, we wschodniej części prowincji Bântéay Méanchey. W 2008 roku zamieszkiwany przez 46 935 mieszkańców. Zajmuje powierzchnię 762,35 km². Gęstość zaludnienia wynosi 61,6 os./km². Stanowi jeden z 9 dystryktów prowincji.

## Podział administracyjny
W skład dystryktu wchodzi 6 gmin (khŭm).
| L.p. | Nazwa gminy       | Populacja (2008) | Powierzchnia (km²) | Gęstość zaludnienia (os./km²) | Typ gminy     | Kod NIS |
| ---- | ----------------- | ---------------- | ------------------ | ----------------------------- | ------------- | ------- |
| 1    | Nam Tau           | 10 032           | 185,94             | 54,0                          | gmina wiejska | 010301  |
| 2    | Paoy Char         | 9411             | 246,33             | 38,2                          | gmina wiejska | 010302  |
| 3    | Phnum Dei         | 7385             | 59,39              | 124,4                         | gmina wiejska | 010303  |
| 4    | Pônley            | 11 115           | 119,87             | 92,7                          | gmina wiejska | 010304  |
| 5    | Spean Sraeng Rouk | 3183             | 64,56              | 49,3                          | gmina wiejska | 010305  |
| 6    | Srăh Chik         | 5809             | 86,27              | 67,3                          | gmina wiejska | 010306  |

## Kody
- kod HASC (Hierarchical administrative subdivision codes) – KH.OM.PS[3]
- kod NIS (National Institute of Statistics- district code) – 0103[2]